# Русанов, Владислав Адольфович
Владислав Адольфович Русанов (род. 12 июня 1966) — российский писатель-фантаст, автор фэнтези-романов «Горячие ветры Севера», «Клинки порубежья», «Победитель драконов», «Бронзовый грифон», «Импровиз», «Рифмовойны», «Маг-хранитель».
Экс-депутат Народного совета ДНР.
Из-за вторжения России на Украину, Русанов внесён в санкционные списки стран Евросоюза и ряда других стран.

## Биография
Владислав Адольфович Русанов родился 12 июня 1966 г. в Донецке. В 1983 году окончил среднюю школу и поступил в Донецкий политехнический институт. В 1988 году получил диплом по специальности «Технология и техника разведки месторождений полезных ископаемых». В августе 1988 года начал работать в Отраслевой научно-исследовательской лаборатории морского бурения при Донецком политехническом институте. В составе коллектива лаборатории занимался поисково-съёмочными работами на шельфе северной части Чёрного моря.
В 1990 году перешел на кафедру технологии и техники геологоразведочных работ, где работает до сих пор. В 1997 году окончил очную аспирантуру при Донецком политехническом институте, а в 1999 году защитил диссертацию на соискание ученой степени кандидата технических наук по теме: «Обоснование рациональных технологических режимов ударно-вибрационного бурения подводных скважин». В 2003 году решением Аттестационной коллегии Министерства образования и науки Украины Русанову В. А. присвоено учёное звание доцента.
Свой первый рассказ Русанов написал в 1993 году. Первая публикация состоялась в ноябре 2002 года в журнале «Искатель». В 2005 году в издательстве «Крылов» (Санкт-Петербург) вышел роман «Рассветный шквал» — первая часть трилогии «Горячие ветры севера». В настоящее время вышло тридцать три книги и три десятка рассказов в антологиях и периодических изданиях (таких, как «Человек и наука», «Химия и жизнь», «Порог», «Просто фантастика», «Искатель» и других).
По опросу газеты «Донецкие новости» в 2009 году Русанов В. А. вошел в список «100 известных донецких».
В 2013 году В. А. Русанов выдвигался на номинацию «Лучший переводчик» на Евроконе, проходившем в Киеве, от Украины.
В 2014 году поддержал создание самопровозглашённой Донецкой Народной Республики, в ноябре стал одним из организаторов Союза писателей ДНР.
Редактор-составитель сборника гражданской поэзии Донбасса «Час мужества» (обладатель специальной премии в номинации "Поэзия" Московской международной книжной ярмарки 2015 года).
В 2015 году получил премию «Лунная радуга» в номинации «В области литературы» за трилогию «Клинки Порубежья».
С 1 ноября 2017 года член Союза писателей России.
С 11 ноября 2018 года по 10 сентября 2023 года был депутатом Народного совета ДНР 2-го созыва от Общественного движения "Донецкая Республика".

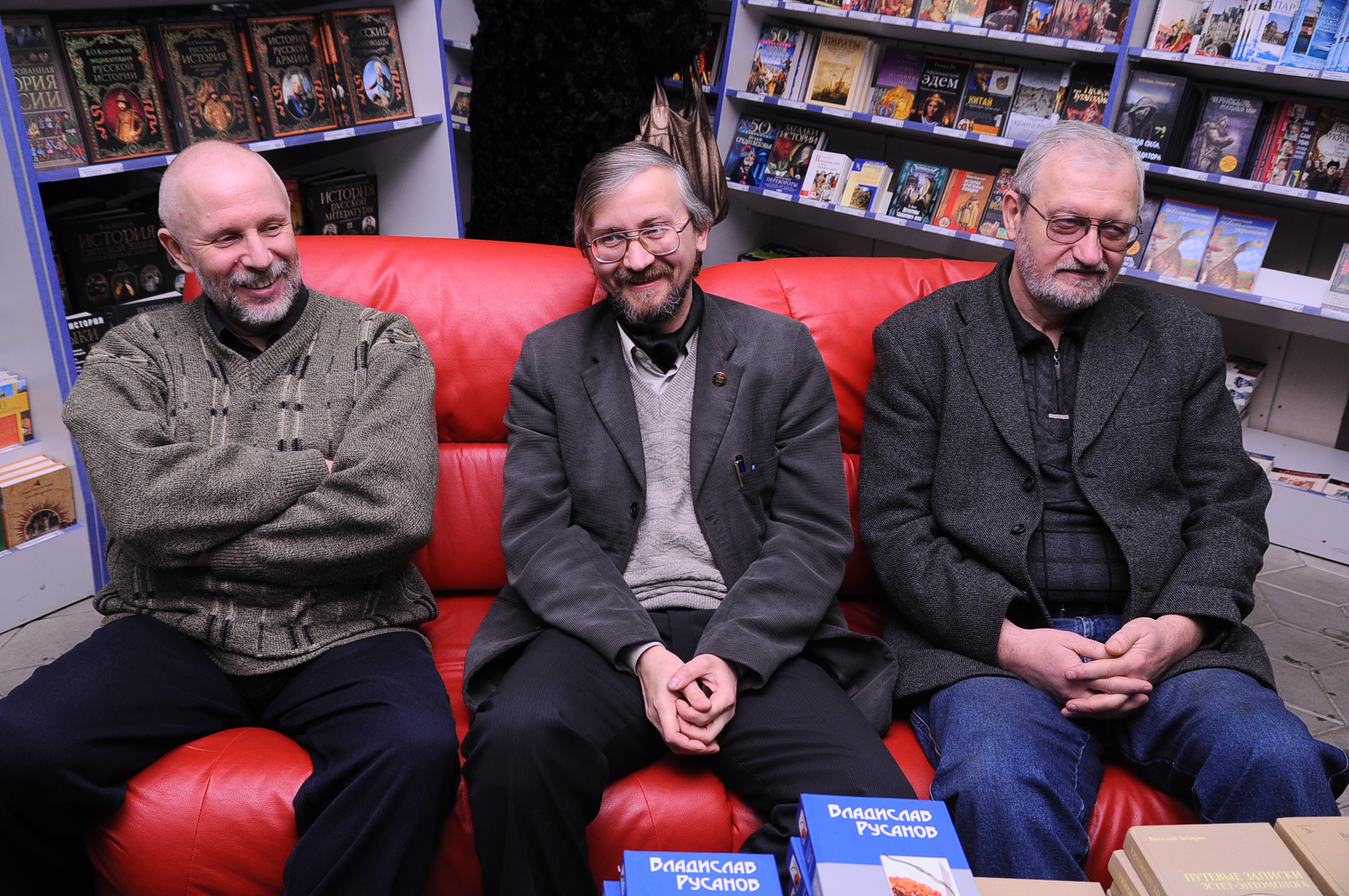
2011 год. Встреча с донецкими писателями-фантастами. Слева-направо: Михаил Белозёров, Владислав Русанов, Виталий Забирко
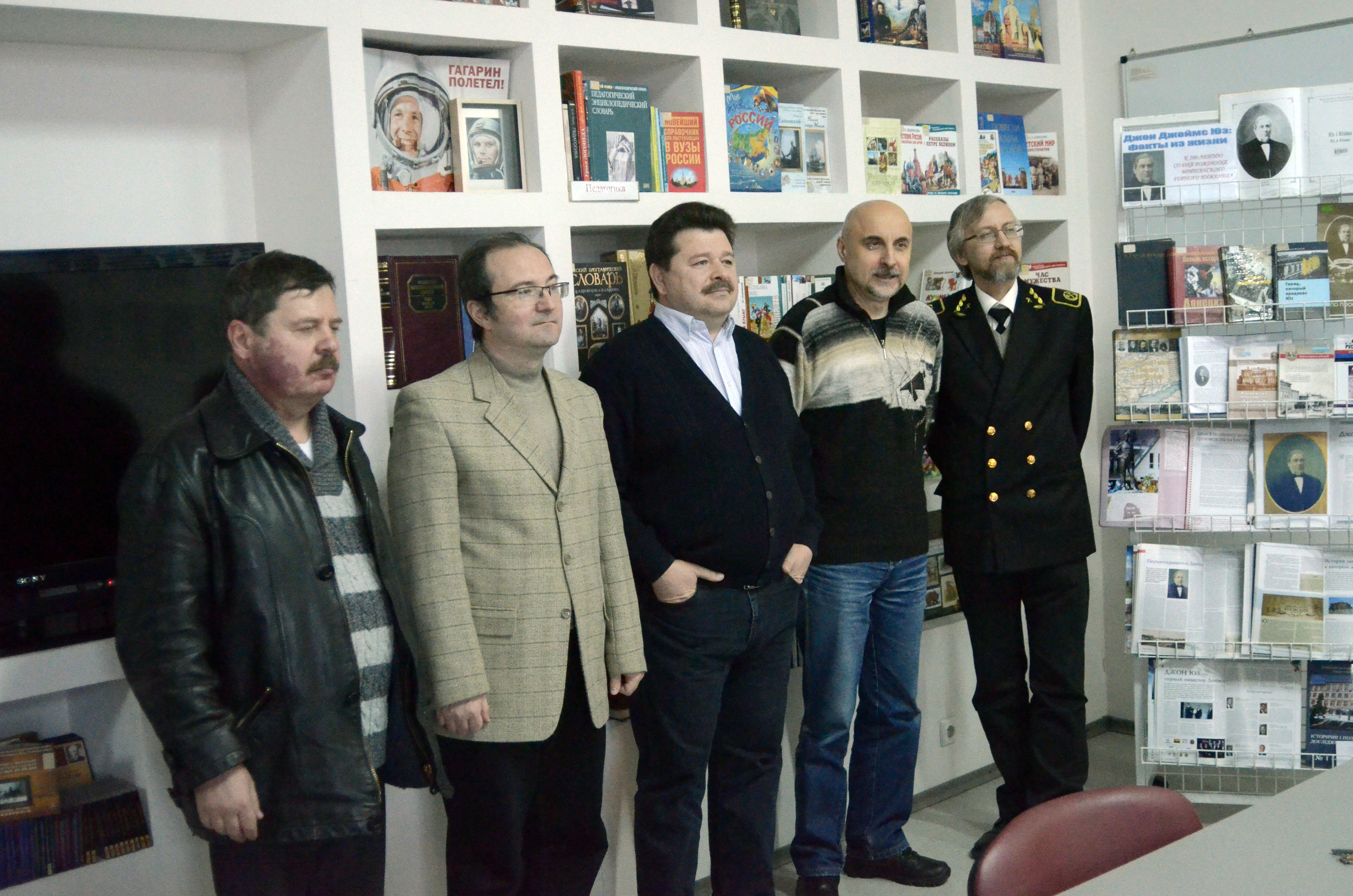
2014 год. Рамиль Замдыханов, Олег Измайлов, Евгений Ясенов, Владислав Русанов и Сергей Чепик на «Юзовских чтениях», приуроченных к 200-летию основателя Донецка – Джона Юза
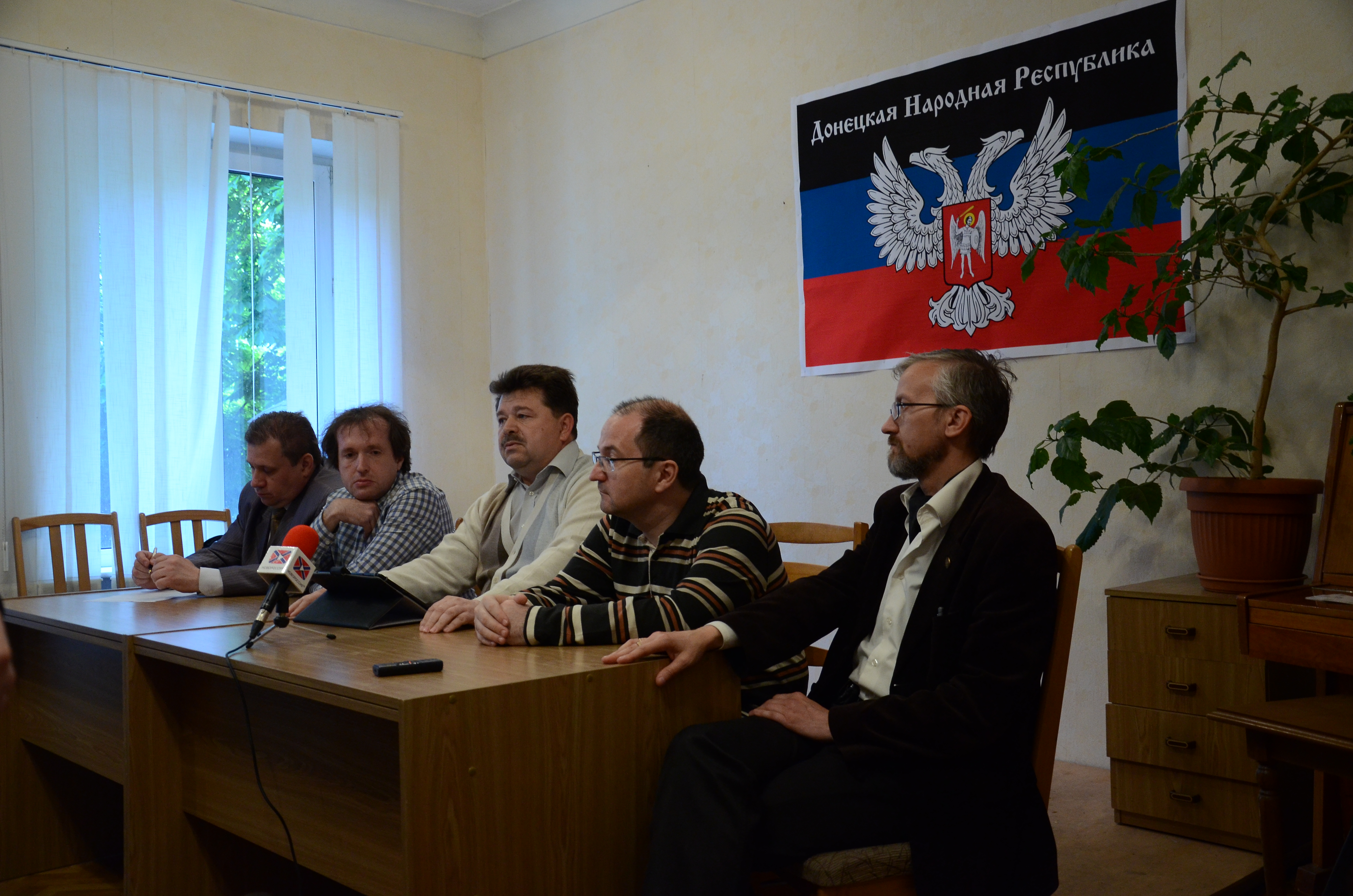
2015 год. Виталий Лейбин, Олег Измайлов, Рамиль Замдыханов, Владислав Русанов на заседании «круглого стола», организованного по инициативе Союза писателей ДНР и общественной организации «Гражданская инициатива Донбасса»
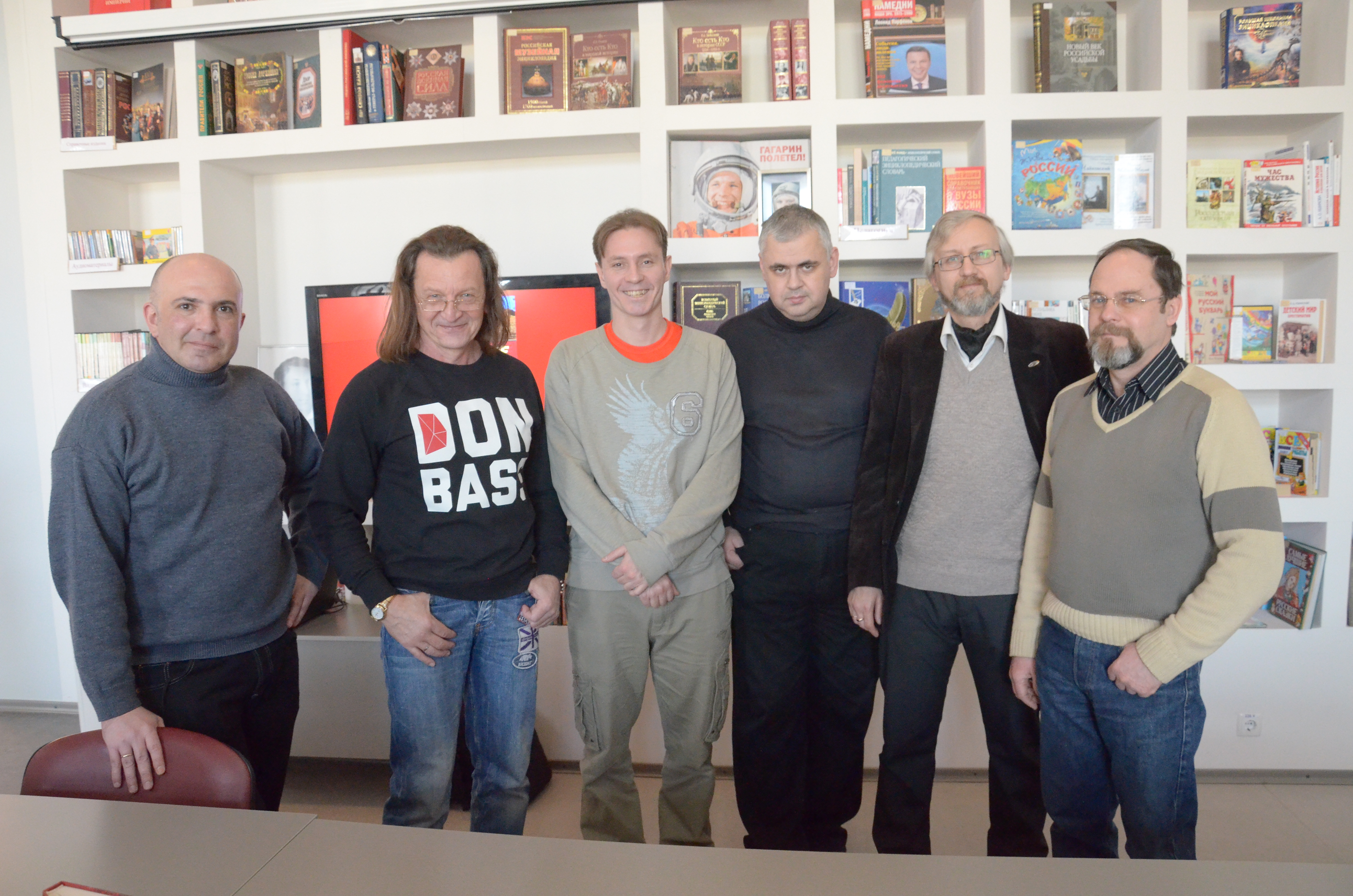
2016 год. Михаил Афонин, Владимир Скобцов, Дмитрий Казаков, Александр Ген, Владислав Русанов и Игорь Вереснев

## Санкции
После вторжения России на Украину, 8 апреля 2022 года, за «действия и политику, которые подрывают территориальную целостность, суверенитет и независимость Украины, и еще больше дестабилизируют Украину» внесён в санкционный список стран Евросоюза. 26 апреля 2022 года включён в санкционный список Канады «за соучастие в продолжающихся нарушениях суверенитета и территориальной целостности Украины со стороны российского режима».
Позднее, по аналогичным основаниям, попал под санкции Швейцарии, Великобритании, Украины и Японии.

### Сетевые публикации
- 2022 — Импровиз. Магия менестреля ( https://author.today/work/176893 )
- 2022 — Импровиз. Надежда менестреля ( https://author.today/work/186186 )
- 2022 — Импровиз. Одиночество менестреля ( https://author.today/work/193115  )
- 2022 — Импровиз. Война менестреля ( https://author.today/work/201039  )
- 2023 — Крылатые ( https://author.today/work/264077  )

- 2024 — Охотник (повесть) (  https://author.today/work/393217 )
- 2025 — Рифмовойны. Убить редактора ( https://author.today/work/401495  )

### Переводы
- 2008 — Артур Конан Дойл «Явление фейри» перевод В.Русанова (в сборнике «Забытые расследования», Харьков, Белгород: Книжный клуб «Клуб семейного досуга»)
- 2010 — Энгус Дональд «Робин Гуд. Разбойник» перевод В.Русанова (С.Петербург, Издательство «Домино-М», «ЭКСМО»)
- 2010 — Кит Р. А. Де Кандидо «Кольцо ненависти» перевод В.Русанова (С.Петербург, Издательство «Домино-М», «ЭКСМО»)
- 2010 — Грегори Киз «Адский город» перевод В.Русанова (С.Петербург, Издательство «Домино-М», «ЭКСМО»)
- 2011 — Кристофер Пол «Меч тамплиеров» перевод В.Русанова (С.Петербург, Издательство «Домино-М», «ЭКСМО»)
- 2011 — Джеймс Клеменс «Врата Ведьмы» перевод В.Русанова (С.Петербург, Издательство «Домино-М», «ЭКСМО»)
- 2012 — Джеймс Клеменс «Звезда Ведьмы» перевод В.Русанова (С.Петербург, Издательство «Домино-М», «ЭКСМО»)
- 2013 — Гиллиан Флинн «Исчезнувшая» перевод В.Русанова (С.Петербург, Издательство «АЗБУКА»)
- 2013 — Джон Джозеф Адамс (составитель) «Путь волшебника» (сборник рассказов), перевод В.Русанова (С.Петербург, Издательство «АЗБУКА»)
- 2014 — Джо Аберкромби «Красная страна» перевод В.Русанова (Москва, Издательство «ЭКСМО»)

## Награды и премии
- Национальная премия «Имперская культура» имени Эдуарда Володина (2023)[7].